# تشارلز فرازير (صحفي)
تشارلز فرازير (بالإنجليزية: Charles Fraser)‏ هو صحفي نيوزلندي، ولد في 1823 في أبردين في المملكة المتحدة، وتوفي في 25 أغسطس 1886.